# Radical 195
El radical 195, representado por el carácter "魚" y que significa "pez" es 1 de los 6 radicales Kangxi (214 radicales en total) que están compuestos de 11 trazos.
En el diccionario de Kangxi hay 571 caracteres (de entre 49.030) que se pueden encontrar bajo este radical.

## Galería
| Estilos antiguos                                 | Estilos antiguos                  | Estilos antiguos                        | Estilos antiguos                   | Estilos antiguos                   | Estilos empleados actualmente       | Estilos empleados actualmente  | Estilos empleados actualmente    | Estilos empleados actualmente   | Estilos empleados actualmente  |
|                                                  |                                   |                                         |                                    |                                    |                                     | 魚                             | 鱼                               |                                 |                                |
| 甲骨文 jiǎgǔwén (escritura de huesos oraculares) | 金文 jīnwén (escritura de bronce) | 简帛 jiǎnbó (escritura de bambú y seda) | 篆文 zhuànwén (escritura de sello) | 篆文 zhuànwén (escritura de sello) | 隸書 lìshū (estilo de los escribas) | 楷書 kǎishū (estilo regular)   | 楷書 kǎishū (estilo regular)     | 行書 xǐngshū (estilo corriente) | 草書 cǎoshū (estilo de hierba) |
| 甲骨文 jiǎgǔwén (escritura de huesos oraculares) | 金文 jīnwén (escritura de bronce) | 简帛 jiǎnbó (escritura de bambú y seda) | 大篆 dàzhuàn (sello grande)        | 小篆 xiǎozhuàn (sello pequeño)     | 隸書 lìshū (estilo de los escribas) | 繁體／繁体 fántǐ (tradicional) | 简体／簡體 jiǎntǐ (simplificado) | 行書 xǐngshū (estilo corriente) | 草書 cǎoshū (estilo de hierba) |

## Caracteres con el radical 195

Carácter en escritura de sello.

| Trazos | carácter |                                                    |
| ------ | --- | -------------------------------------------------- |
| + 0    | 魚 | 鱼                                                 |
| + 1    | 䰲 |                                                    |
| + 2    | 䰳 魛 魜 魝 魞 | 鱽                                                 |
| + 3    | 䰴 䰵 䰶 魟 魠 魡 魢 | 鱾                                                 |
| + 4    | 䰷 䰸 䰹 䰺 䰻 䰼 䰽 䰾 䲝 魣 魤 魥 魦 魧 魨 魩 魪 魫 魬 魭 魮 魯 魰 魱 魲 魳 魴 魵 魶 魷 魸 魹 魯                                                             | 鱿 鲀 鲁 鲂 鲃                                     |
| + 5    | 䰿 䱀 䱁 䱂 䱃 䱄 䱅 䱆 䱇 䱈 䱉 䲞 䲟 魺 魻 魼 魽 魾 魿 鮀 鮁 鮂 鮃 鮄 鮅 鮆 鮇 鮈 鮉 鮊 鮋 鮌 鮍 鮎 鮏 鮐 鮑 鮒 鮓 鮔 鮕 鮖 鮗 鮘 鮣                         | 鲄 鲅 鲆 鲇 鲈 鲉 鲊 鲋 鲌 鲍 鲎 鲏 鲐             |
| + 6    | 䱊 䱋 䱌 䱍 䱎 鮙 鮚 鮛 鮜 鮝 鮞 鮟 鮠 鮡 鮢 鮤 鮥 鮦 鮧 鮨 鮩 鮪 鮫 鮬 鮭 鮮 鮯 鮰 鮱 鮲 鮳 鮴 鮺                                                             | 鲑 鲒 鲓 鲔 鲕 鲖 鲗 鲘 鲙 鲚 鲛 鲜 鲝 鲞 鲟       |
| + 7    | 䱏 䱐 䱑 䱒 䱓 䱔 䱕 䱖 䱗 䱘 鮵 鮶 鮷 鮸 鮹 鮻 鮼 鮽 鮾 鮿 鯀 鯁 鯂 鯃 鯄 鯅 鯆 鯇 鯈 鯉 鯊 鯋 鯌 鯍 鯎 鯏 鯐 鯑 鯒 鯓                                        | 鲠 鲡 鲢 鲣 鲤 鲥 鲦 鲧 鲨 鲩 鲪 鲫 鲬             |
| + 8    | 䱙 䱚 䱛 䱜 䱝 䱞 䱟 䱠 䱡 䱢 䱣 䱤 䱥 䱦 䱧 䱨 䱩 䱪 鯔 鯕 鯖 鯗 鯘 鯙 鯚 鯛 鯜 鯝 鯞 鯟 鯠 鯡 鯢 鯣 鯤 鯥 鯦 鯧 鯨 鯩 鯪 鯫 鯬 鯭 鯮 鯯 鯰 鯱 鯲 鯳 鯴 鯵 鯻 | 鲭 鲮 鲯 鲰 鲱 鲲 鲳 鲴 鲵 鲶 鲷 鲸 鲹 鲺 鲻       |
| + 9    | 䱫 䱬 䱭 䱮 䱯 䱰 䱱 䱲 䱳 䱴鯶 鯷 鯸 鯹 鯺 鯼 鯽 鯾 鯿 鰀 鰁 鰂 鰃 鰄 鰅 鰆 鰇 鰈 鰉 鰊 鰋 鰌 鰍 鰎 鰏 鰐 鰑 鰒 鰓 鰔 鰕 鰖 鰗 鰘 鰙 鰚 鰛 鰠                 | 䲠 䲡 鲼 鲽 鲿 鳀 鳁 鳂 鳃 鳄 鳅 鳆 鳇 鳈 鳉 鳊 鳋 |
| + 10   | 䱵 䱶 䱷 䱸 䱹 䱺 䱻 䱼 䱽 䲢 䲣 䲤 鰜 鰝 鰞 鰟 鰡 鰢 鰣 鰤 鰥 鰦 鰧 鰨 鰩 鰪 鰫 鰬 鰭 鰮 鰯 鰰                                                                | 鲾 鳌 鳍 鳎 鳏 鳐 鳑 鳒                            |
| + 11   | 䱾 䱿 䲀 䲁 䲂 䲃 䲄 䲅 䲆 䲇 䲈 鰱 鰲 鰳 鰴 鰵 鰶 鰷 鰸 鰹 鰺 鰻 鰼 鰽 鰾 鰿 鱀 鱁 鱂 鱃 鱄 鱅 鱆 鱇 鱈                                                       | 鳓 鳔 鳕 鳖 鳗 鳘 鳙 鳚 鳛 鷠                      |
| + 12   | 䲉 䲊 䲋 䲌 䲍 䲎 䲏 鱉 鱊 鱋 鱌 鱍 鱎 鱏 鱐 鱑 鱒 鱓 鱔 鱕 鱖 鱗 鱘 鱙 鱚 鱛 鱗                                                                               | 鳜 鳝 鳞 鳟                                        |
| + 13   | 䲐 䲑 䲒 䲓 䲔 䲕 鱜 鱝 鱞 鱟 鱠 鱡 鱢 鱣 鱤 鱥 鱦 鱧 鱩 鱪 鱫                                                                                                 | 鳠 鳡 鳢 鳣                                        |
| + 14   | 䲖 䲗 䲘 鱨 鱬 鱭 鱮 鱯 鱰 | 鳤                                                 |
| + 15   | 䲙 鱱 鱲 鱳 鱴 鱵 鱶 |                                                    |
| + 16   | 䲚 䲛 鱷 鱸 |                                                    |
| + 18   | 鱹 |                                                    |
| + 19   | 鱺 |                                                    |
| + 22   | 鱻 |                                                    |
| + 33   | 䲜 |                                                    |